# Elgin (Ohio)
Pour les articles homonymes, voir Elgin.
Elgin est un village américain situé dans le comté de Van Wert, dans l’Ohio. Selon le recensement de 2010, sa population est de 57 habitants.